# Visilab
Visilab SA ist ein Schweizer Unternehmen mit Sitz in Genf, das ein Augenoptiker-Filialnetz betreibt. Visilab ist eine Tochtergesellschaft der Groupe PP Holding und von GrandVision. Das Unternehmen Visilab hält einen Marktanteil von etwas mehr als 25 % des Schweizer Optikermarkts.

## Tätigkeitsgebiet
Visilab verkauft Brillen und Sonnenbrillen (Markenartikel) sowie Kontaktlinsen und entsprechendes Zubehör. Die Geschäfte dieses Unternehmens bieten die herkömmlichen Dienstleistungen im Bereich der Augenoptik und der Optometrie an. Der Schweizer Marktanteil der Visilab-Gruppe betrug 2005 16%, 2012 25% und Ende 2017 27%7. Visilab ist die Nummer 1 auf dem Schweizer Optikermarkt. Ende 2017 verfügte das Unternehmen über ein Filialnetz mit rund 100 Fachgeschäften und beschäftigte zwischen 950 und 1000 Mitarbeitende. Der Bruttoumsatz betrug 251 Millionen Schweizer Franken.

## Rabattpolitik
Visilab ist in der Schweiz seit vielen Jahren bekannt für Rabatte, die abhängig vom Lebensalter sind. Dabei entspricht der Rabatt auf die Fassung dem Lebensalter der Käuferin oder des Käufers in Jahren.

## Geschichte
Das Unternehmen wurde 1988 als Tochtergesellschaft der im Familienbesitz befindlichen Groupe PP Holding in Genf gegründet, wo auch das erste Optikergeschäft eröffnet wurde. In der Folge weitete Visilab seine Geschäftstätigkeit in der Westschweiz mit der Eröffnung weiterer Geschäfte aus. Visilab hebt sich durch die rasche Brillenherstellung von der Konkurrenz ab. Jedes Fachgeschäft verfügt über ein eigenes im Geschäft integriertes Produktionslabor für die Herstellung und Bearbeitung von Korrekturgläsern.
Ab 1994 weitete das Unternehmen dann seine Geschäftstätigkeit auch auf die Deutschschweiz aus und übernahm zudem 1999 die Optikergeschäfte von Kochoptik und 2007 diejenigen von Grand Optical in der Schweiz. Die Übernahme der Letzteren erfolgte gegen die Übertragung von 30 % der Visilab-Aktien an die Besitzerin von Grand Optical, die GrandVision-Gruppe. GrandVision wurde dadurch zum zweitgrössten Aktionär des Unternehmens.
In den 2010er-Jahren erarbeitete Visilab eine neue Strategie und begann mit der Entwicklung des Verkaufs über das Internet. Diese Strategie erlaubte es Visilab 2018, seiner Kundschaft neue Dienstleistungen anzubieten, und erklärt gemäss der Unternehmensleitung auch zu einem grossen Teil, weshalb das Unternehmen auch 30 Jahre nach seiner Gründung seinen Marktanteil in der Schweiz weiter ausbauen kann.
Am 1. September 2017 erhöhte GrandVision seine Beteiligung am Aktienkapital von Visilab von 30 auf 60 %. GrandVision wird dadurch zum Mehrheitsaktionär und will seine Beteiligung 2019 auf 79 % erhöhen. Die operative Leitung des Unternehmens liegt jedoch weiterhin bei den Gründerfamilien. 2019 hat Visilab McOptic übernommen. Ende Juli 2019 wurde bekannt, dass EssilorLuxottica die Anteile der HAL-Gruppe an GrandVision übernehmen will.